# Museuet del Monestir de Pedralbes

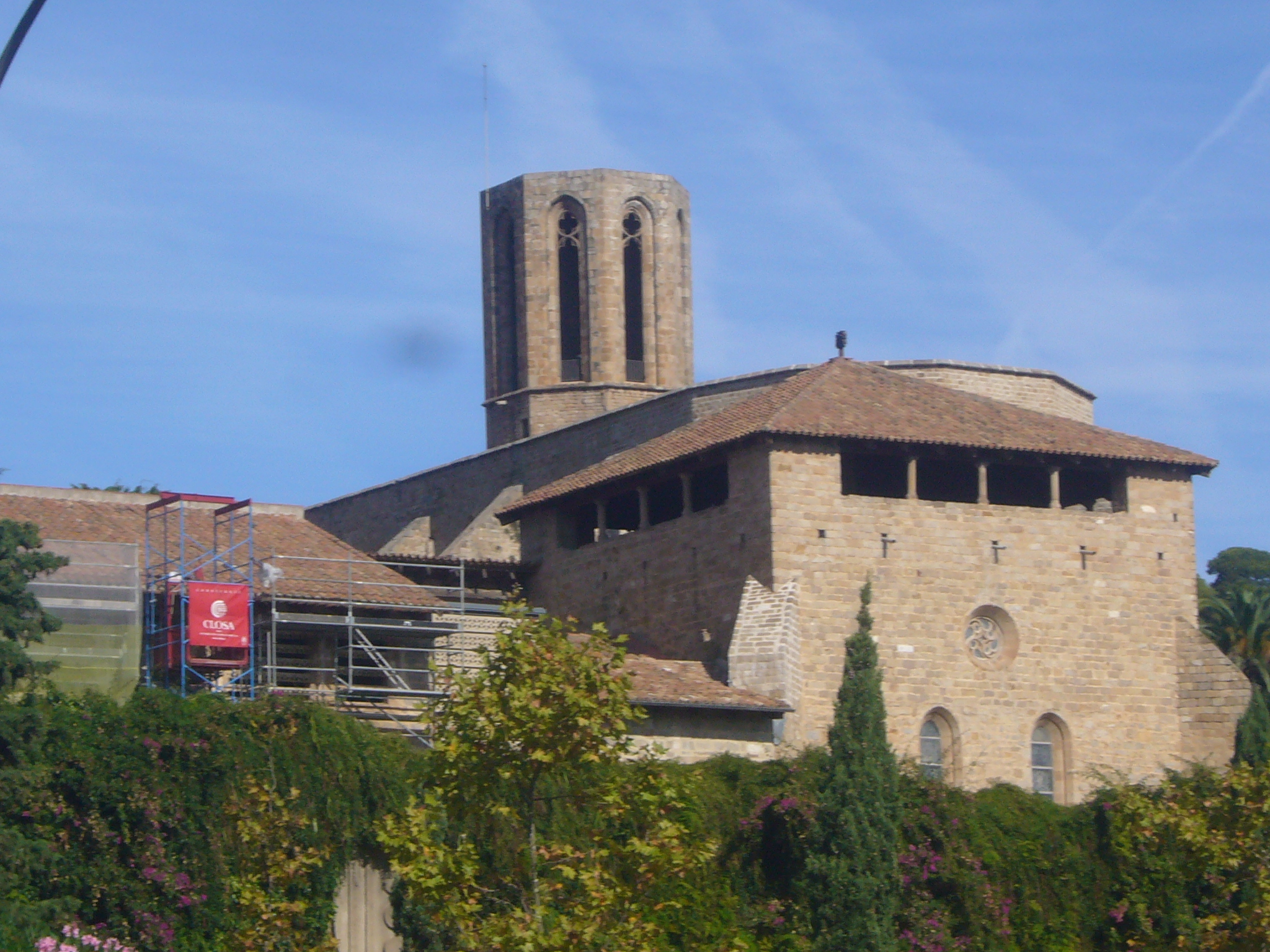
Reial Monestir de Pedralbes

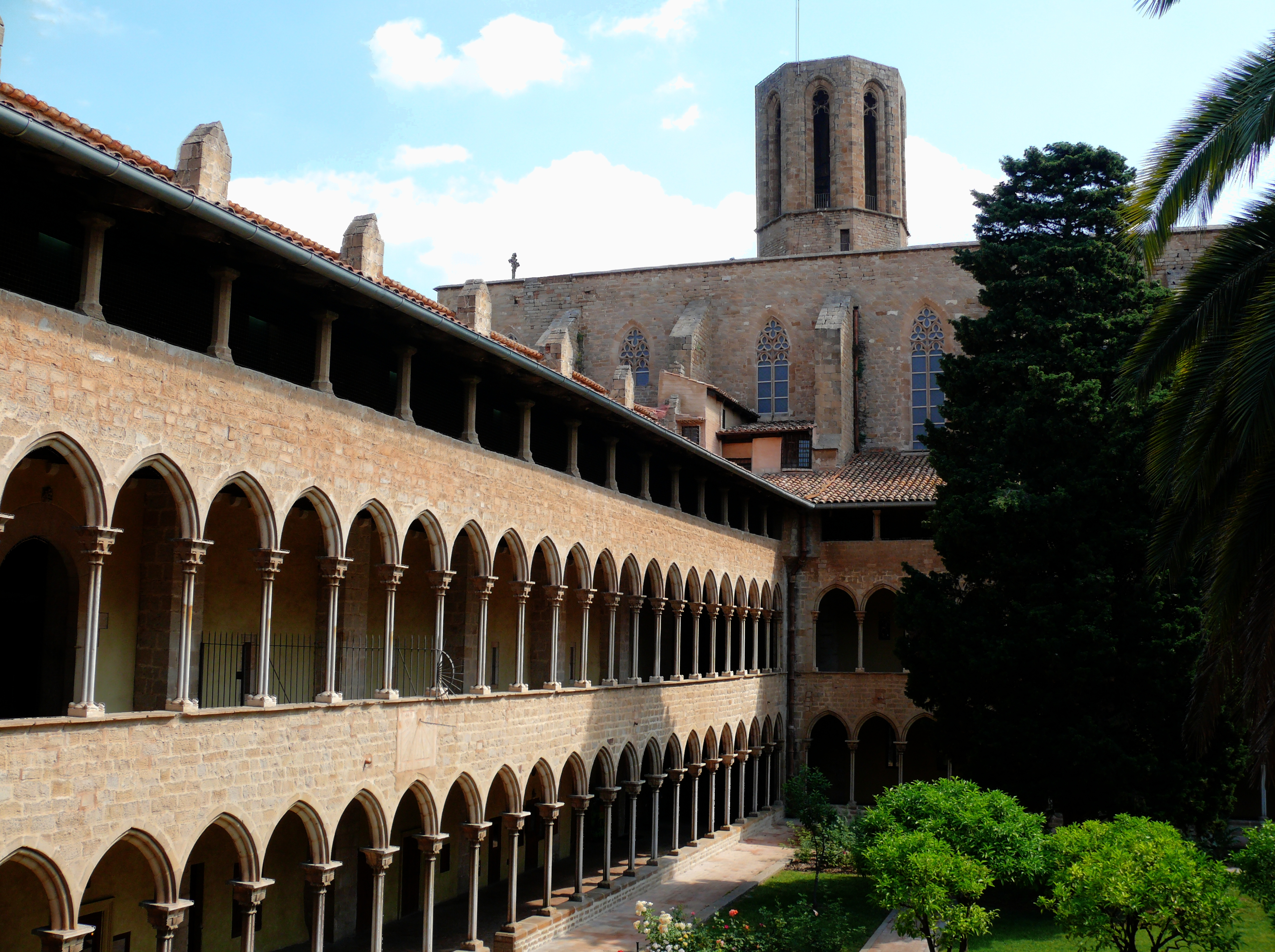
Claustre gòtic del Monestir de Pedralbes

El Museuet del Monestir de Pedralbes és un petit museu que va crear sor Eulària Anzizu, l'any 1902, a la cel·la de l'Àngel de les claraboies del Monestir de Pedralbes. L'objectiu era la conservació del patrimoni, tot recuperant de les dependències del monestir diferents objectes tant artístics com litúrgics o d'ús quotidià que tenien, per a ella, un valor artístic o històric.

## De Mercè Anzizu a Sor Eulàlia d'Anzizu
El 20 de juny del 1889, Mercè Anzizu ingressa al monestir de Pedralbes com a novícia i un any més tard, el 6 de novembre de 1890, professa com a monja clarissa prenent el nom de sor Eulària, no abandona la pàtria sinó que reorientarà la seva dedicació cap aquesta. És a dir, va deixar d'escriure poesia patriòtica per iniciar un nou camí cap a la recuperació i preservació del patrimoni arquitectònic, artístic i documental del país, centrant-se en l'època medieval i més concretament en el monestir de Pedralbes. En el context de la clausura va realitzar una tasca d'arxivera, historiadora i mecenes en paral·lel al que s'estava duent a terme a la pròpia ciutat i que ella havia viscut en primera persona.
Quan va entrar al monestir es va trobar amb un interessant arxiu i un ric patrimoni arquitectònic i artístic que desvetllaran en ella una nova vessant com a intel·lectual, ja que per una banda es va dedicar a l'ordenació i catalogació de l'arxiu; a l'estudi dels documents i a la realització del primer llibre sobre la història del monument. Per l'altra, va promoure la restauració del monestir amb la voluntat de ressaltar el seu caràcter gòtic i va crear el primer museu d'obres d'art propietat del monestir “el museuet”.

## Museïtzació del patrimoni artístic de Pedralbes: el "museuet"
El “museuet” el va formar amb peces que havien arribat al monestir com a donacions, dots que portaven les noies en el moment de professar la seva vocació o fins i tot encàrrecs que la comunitat havia fet a diferents artistes i que la comunitat havia conservat. Darrera de la creació d'aquest petit museu trobem la voluntat explícita de sor Eulària, de recuperar els testimonis materials de la història i protegir un patrimoni símbol de la memòria de la comunitat religiosa i de la identitat del país.
Aquest museu era de clausura i, per tant, no estava pensat per ser mostrat; de fet el Museu de Pedralbes no es va començar a obrir fins a l'any 1949 i es feia un cop al mes. Per això la vocació d'aquest museu no era didàctica, ni de difusió, sinó de conservació del patrimoni. Sor Estrada, una monja que fou companya de sor Eulàlia i que va escriure una biografia d'ella després de la seva mort, explica que Anzizu anava per les cel·les del monestir recollint tots els objectes que tenien algun interès artístic o històric i que estaven fora d'ús personal, litúrgic o devocional. La creació d'aquest primer museu coincideix amb el naixement dels museus eclesiàstics.

## Els primers museus eclesiàstics
A finals del segle xix, la identificació de bona part del clergat amb el catalanisme, va portar a l'aparició dels grans museus eclesiàstics que valoraven l'art medieval. El primer fou el Museu Episcopal de Vic l'any 1891, el 1893 el seguí el de Lleida i 1896 el de Solsona.
A la ciutat de Barcelona ja s'havien donat altres iniciatives clau per a la preservació del patrimoni, com la inauguració a la capella de Santa Àgata del Museu Provincial d'Antiguitats l'any 1880, on s'acumulava patrimoni arqueològic i artístic recuperat arran de la desamortització i la destrucció d'edificis religiosos. Algunes d'aquestes peces constituïren posteriorment el fons del Museu d'Història de la Ciutat i del Museu Nacional d'Art de Catalunya. Més tard, després de l'Exposició Universal de 1888, es va decidir donar utilitat als edificis del Parc de la Ciutadella i es remodelà el Palau de les Belles Arts per acollir el Museu Municipal de Belles Arts que s'inaugurà el 1891. I l'any 1902 l'Ajuntament de Barcelona crearà la Junta Municipal de Museus i Belles Arts per tal de consolidar la constitució dels museus de Barcelona.

## Actualitat
El 1931, sota el govern de la Segona República, l'Estat va declarar el monestir monument historicoartístic nacional, juntament amb altres béns patrimonials de la ciutat de Barcelona. Durant la Guerra Civil espanyola (1936-1939), el monestir va ser confiscat per la Generalitat de Catalunya, que es va fer càrrec de la seva gestió, i el recinte conventual va passar a tenir diferents usos segons les vicissituds del moment. Així, es va convertir en dipòsit d'obres d'art, principalment del Govern de l'Estat; la Generalitat hi va voler instal·lar el Museu d'Art Gòtic de Catalunya, i posteriorment, l'any 1938, va esdevenir seu de l'Arxiu Històric General de Catalunya. Acabada la Guerra Civil espanyola, i amb el retorn de la comunitat de l'exili l'any 1946, la sala capitular acollí el primer recull d'obres de valor i d'interès artístic que havia aplegat sor Eulàlia Anzizu.
A partir de 1949, una part del monestir es va obrir al públic, i el 1975 es va construir un nou convent a l'antic hort gran per tal de destinar la major part de les instal·lacions antigues al museu-monestir de Pedralbes, inaugurat el 1983 i que a les darreries del segle xx va passar a formar part del Museu d'Història de la Ciutat de Barcelona (MHCB). El 1993, el dormidor i la sala de la Reina van allotjar una petita part de la col·lecció Thyssen-Bornemisza, que el 2004 fou traslladada al Museu Nacional d'Art de Catalunya (MNAC). Des de 2012, el Reial Monestir de Santa Maria de Pedralbes torna a estar inclòs en el Registre de Museus de la Generalitat com un ens independent, amb una gestió pròpia sota la tutela de l'Institut de Cultura de Barcelona (ICUB).
L'octubre del 2015 després de restaurar el cenobi i amb la voluntat de recuperar els espais més emblemàtics del monestir, es varen obrir al públic per primer cop a la història recent de museu, les “estances de les claraboies”, ubicades al nivell superior del primer pis del claustre, amb les cel·les l'Àngel, de Sant Joan i de la Labor i es pot gaudir del ‘museuet' de la cel·la de l'àngel tal com va ser concebuda per Sor Eulàlia Anzizu.